# Mas Sopes
El Mas Sopes és una masia de Sant Pere Pescador (Alt Empordà) inclosa a l'Inventari del Patrimoni Arquitectònic de Catalunya.

## Descripció
Situat al sud-est del nucli urbà de la població de Sant Pere Pescador. Sortint de la vila per la carretera del Riuet, un cop passada la urbanització Bon Relax, s'agafa un trencall a mà esquerra en direcció al Parc Residencial Empúries. El mas està situat a l'inici d'aquest complex.
Edifici format per tres cossos adossats, que conformen una planta en forma d'U. La masia presenta planta rectangular, amb coberta a dues vessants de teula i dos pisos d'alçada. Presenta un cos adossat a la façana sud, amb terrassa al primer pis i corral a la planta baixa. En un extrem de la terrassa hi ha un cobert amb obertures d'arc de mig punt, bastit amb maons. A la planta baixa, dues grans arcades de punt rodó de maons també. Al costat de ponent, unes escales exteriors de recent construcció donen accés a la primera planta de la casa. Cal destacar, a la cantonada sud-oest de l'edifici, un contrafort atalussat de pedra desbastada. L'accés principal a la casa es troba a la façana de llevant. Es tracta d'un portal d'arc rebaixat de maons, amb els brancals bastits amb carreus de pedra, actualment tapiat. La resta d'obertures són rectangulars. La construcció és bastida amb rebles de pedra i maons lligats amb morter. El parament conserva restes de l'últim revestiment arrebossat. El cos davanter és de pedra i morter, sense cap revestiment. L'edifici adossat a ponent de la masia presenta quatre grans arcades rebaixades bastides amb maons. Està en força mal estat.

## Història
Antiga masia actualment en desús i en molt mal estat, amenaçant ruïna. Segons dades del cadastre l'immoble va ser bastit vers el 1800.